# Kanadski športni hram slavnih
Kanadski športni hram slavnih je hram slavnih, ki so ga ustanovili leta 1955 z namenom »ohranitve beleženja kanadskih športnih dosežkov in promocije večje ozaveščenosti kanadske športne dediščine.«  Od leta 1955 se je hram nahajal v Torontu, trenutno je zaprt za javnost, njegova zbirka je shranjena v stavbi Stanley Barracks. Hram bodo ponovno odprli leta 2012, ko ga bodo tudi preselili v večjo stavbo v Calgary, Alberta.

## Člani

### A
- Bob Abate, 1976
- Jack Adams, 1975
- Frank Amyot, 1955
- Doug Anakin, 1964
- George Anderson, 1973
- Syl Apps, 1975
- Don Arnold, 1957
- George Athans, 1974
- Marcel Aubut, 1999

### B
- Donovan Bailey, 2004
- Dan Bain, 1971
- Norm Baker, 1955
- Al Balding, 1969
- Matt Baldwin, 1973
- James Ball, 1959
- Norval Baptie, 1963
- Carling Bassett-Seguso, 2001
- Harry Batstone, 1975
- Father David Bauer, 1973
- Steve Bauer, 2005
- Alex Baumann, 1987
- Robert Bédard, 1996
- Myriam Bédard, 1998
- George Beers, 1979
- Paul Beeston, 2005
- Frenchy Belanger, 1956
- Jean Beliveau, 1975
- Jane Bell, 1955
- Marilyn Bell, 1958
- Big Ben, 1996
- Sylvie Bernier, 1987
- Jack Bionda, 1982
- Toe Blake, 1975
- The Bluenose, 1955
- Gilmour Boa, 1958
- Martin Boland, 1977
- Arnie Boldt, 1977
- Mike Bossy, 2007
- Frank Boucher, 1975
- Gaétan Boucher, 1984
- Norris Bowden, 1955
- Johnny Bower, 1999
- Scotty Bowman, 2004
- Ab Box, 1975
- Beverly Boys, 1979
- Isabelle Brasseur, 1996
- Joe Breen, 1975
- Carl Brewer, 2002
- Cal Bricker, 1956
- Lela Brooks, 1972
- Eugene Brosseau, 1956
- Lou Brouillard, 1955
- George Brown, 1956
- Kurt Browning, 1994
- Ellen Burka, 1996
- Petra Burka, 1965
- Sylvia Burka, 1977
- Des Burke, 1972
- Tommy Burns, 1955

### C
- Larry Cain, 1997
- Jackie Callura, 1969
- Michelle Cameron, 1991
- Cassie Campbell, 2007
- Clarence Campbell, 1975
- Herb Carnegie, 2001
- Ethel Catherwood, 1955
- George Chenier, 1971
- George Chuvalo, 1990
- King Clancy, 1975
- Dit Clapper, 1975
- Leslie Cliff, 1984
- Betsy Clifford, 1970
- Cyril Coaffee, 1956
- Jim Coleman, 1985
- Charlie Conacher, 1975
- Lionel Conacher, 1955
- Bill Cook, 1975
- Myrtle Cook, 1955
- Gerard Cote, 1956
- Johnny Coulon, 1955
- Gary Cowan, 1967
- Ernie Cox, 1975
- Eric Coy, 1971
- Ross B. Craig, 1975
- Toller Cranston, 1977
- Dennis Croke, 1977
- Bill Crothers, 1971
- Wes Cutler, 1975
- Louis Cyr, 1955

### D
- Frances Dafoe, 1955
- Jack Davies, 1978
- Victor Davis, 1990
- Jim Day, 1968
- John Degruchy, 1975
- Victor Delamarre, 1973
- Jack Delaney, 1955
- Jack Dennett, 1975
- Etienne Desmarteau, 1955
- Phyllis Dewar, 1971
- Glen Dexter, 1981
- Walter D'Hondt, 1957
- Marcel Dionne, 1997
- George Dixon, 1955
- Paul Dojack, 1995
- Jack Donohue, 2004
- David Dore, 2008
- Clare Drake, 1989
- Jerome Drayton, 1978
- Gordie Drillon, 1989
- Ken Dryden, 1984
- George Duggan, 1962
- Don Duguid, 1991
- Milt Dunnell, 1991
- Yvon Durelle, 1975
- Bill Durnan, 1986
- George Duthie, 1969

### E
- Phil Edwards, 1997
- Lloyd Eisler, 1996
- James Elder, 1968
- Eddie Emerson, 1975
- John Emery, 1964
- Victor Emery, 1964
- Johnny Esaw, 1991
- Phil Esposito, 1989
- Walter Ewing, 1958

### F
- Štafeta 4x100m s Poletnih olimpijskih iger 1996, 2008
  - Donovan Bailey
  - Robert Esmie
  - Glenroy Gilbert
  - Bruny Surin
- Edouard Fabre, 1964
- Bernie Faloney, 1999
- Cap Fear, 1975
- Elmer Ferguson, 1968
- Hervé Filion, 1969
- Howard Firby, 1979
- Hugh Fisher, 2000
- Billy Fitzgerald, 1961
- Pat Fletcher, 1975
- Doug Flutie, 2007
- Hans Fogh, 1985
- Sylvie Fortier, 1977
- Red Foster, 1984
- Terry Fox, 1981
- Sylvie Frechette, 1999
- Lori Fung, 2004

### G
- Tony Gabriel, 1985
- Bob Gainey, 1995
- Marc Gagnon, 2008
- Sheldon Galbraith, 1980
- Hugh Gall, 1975
- Danny Gallivan, 1989
- Nancy Garapick, 2008
- Charlie Gardiner, 1975
- George Gate, 1983
- Jake Gaudaur mlajši, 1990
- Jake Gaudaur starejši, 1956
- Tom Gayford, 1968
- George Genereux, 1955
- Bernie Geoffrion, 1994
- Eddie Gerard, 1975
- George "Mooney" Gibson, 1958
- Pat Gillick, 2008
- Tony Golab, 1975
- Avelino Gomez, 1990
- Charles Gorman, 1955
- George Goulding, 1955
- Geoff Gowan, 2002
- Laurie Graham, 1993
- George Gray, 1973
- Nancy Greene, 1967
- Jean Grenier, 1992
- Wayne Gretzky, 2000
- Harry Griffith, 1975
- George Gross, 2005
- Jack Guest, 1955
- Horace "Lefty" Gwynne, 1955

### H
- Glenn Hall, 1993
- Sydney Halter, 1975
- Jack Hamilton, 1972
- Ned Hanlan, 1955
- Rick Hansen, 2006
- Fritz Hanson, 1987
- Curt Harnett, 2005
- Barney Hartman, 1980
- Doug Harvey, 1975
- Sandy Hawley, 1998
- Bob Hayward, 1960
- Kathleen Heddle, 1997
- Anne Heggtveit, 1960
- Paul Henderson, 1995
- Doug Hepburn, 1955
- Foster Hewitt, 1975
- Ike Hildebrand, 1985
- John Hiller, 1999
- George Hodgson, 1955
- Abby Hoffman, 2004
- Tim Horton, 2002
- Kid Howard, 1972
- Gordie Howe, 1975
- Bobby Hull, 1988
- George Hungerford, 1964
- Bill Hunter, 2001
- Jules Huot, 1978
- Ralph Hutton, 1977

### I
- Dick Irvin, 1975
- Robert Isbister starejši, 1975
- Daniel Igali, 2007

### J
- Sam Jacks, 2007
- Donald Jackson, 1962
- Harvey "Busher" Jackson, 1975
- Roger Jackson, 1964
- Russ Jackson, 1975
- Edward James
- Maria Jelinek, 1962
- Otto Jelinek, 1962
- Ferguson Jenkins, 1987
- Harry Jerome, 1971
- Aurel Joliat, 1975
- Andreas Josenhans, 1981
- Gordon Juckes

### K
- Red Kelly, 1975
- Duncan Kennedy, 1994
- Bobby Kerr, 1955
- Bruce Kidd, 1968
- Peter Kirby, 1964
- Walter Knox, 1955
- George Knudson, 1969
- Kathy Kreiner, 1976
- Joe Krol, 1975
- Joseph Kryczka, 1990
- Norman Kwong, 1975

### L
- Guy Lafleur, 1996
- Patrick Lally, 1965
- Newsy Lalonde, 1955
- Nathalie Lambert, 2002
- Ron Lancaster, 1985
- Sam Langford, 1955
- Silken Laumann, 1998
- Jack Laviolette, 1960
- Smirle Lawson, 1975
- Frank Leadley, 1975
- René Lecavalier, 1994
- Kerrin Lee-Gartner, 1995
- Catriona LeMay Doan
- Mario Lemieux, 1998
- Stan Leonard, 1964
- Lucille Lessard, 1977
- Jean-Louis Lévesque, 1986
- Lennox Lewis, 2008
- Dorothy Lidstone, 1977
- Ted Lindsay, 2002
- Don Loney, 1988
- Tom Longboat, 1955
- Johnny Longden, 1958
- Lorne Loomer, 1957
- Jocelyn Lovell, 1985
- Sammy Luftspring, 1985
- Cliff Lumsdon, 1976
- George Lyon, 1955

| - Irene MacDonald, 1981 - Noel MacDonald, 1971 - Hartland MacDougall, 1976 - Ada MacKenzie, 1955 - Dan MacKinnon, 1957 - Sandy MacMillan, 1981 - Karen Magnussen, 1973 - Frank Mahovlich, 1990 - Joe Malone, 1975 - George Mara, 1993 - Phil Marchildon, 1976 - Wilbert Martel, 1962 - Paul Martini, 1988 - Charles Mayer, 1971 - Marnie McBean, 1997 - Harry McBrien, 1978 - Daniel McCarthy, 1977 - Dennis McCarthy , 1977 - Earl McCready, 1967 - Jack McCullough, 1960 - Frank McGill, 1959 - Archie McKinnon, 1957 - Jimmy McLarnin, 1963 - Samuel McLaughlin, 1963 - Duncan McNaughton, 1963 - Donald McPherson, 1963 - Johnny Miles, 1967 - Ian Millar, 1996 - Miss Supertest III, 1960 - Ray Mitchell, 1973 - Percy Molson, 1975 - Howie Morenz, 1955 - Alwyn Morris, 2000 - Teddy Morris, 1975 - Al Morrow, 2006 - Debbie Muir, 1995 - Athol Murray, 1972 - Ken Murray, 1980 - James Naismith, 1955 - Susan Nattrass, 1977 - Cindy Nicholas, 1993 - Frank Nighbor, 1975 - Moe Norman, 2006 - Ron Northcott, 1970 - Northern Dancer, 1965 - John Nugent, 1977 - Andy O'Brien, 1980 - Joe O'Brien, 1965 - Bill O'Donnell, 1992 - John O'Neill, 1966 - Tip O'Neill, 1994 - Bobby Orr, 1982 - Brian Orser, 1991 - George Orton, 1977 - Anne Ottenbrite, 1994 - Gerry Ouellette, 1957 - Percy Page, 1955 - Paris Crew, 1956 - Robert Fulton - Samuel Hutton - George Price - Elija Ross - Jackie Parker, 1987 - Tom Pashby, 2000 - Frank Patrick, 1975 - Lester Patrick, 1975 - Robert Paul, 1957 - Bobby Pearce, 1975 - Doug Peden, 1979 - Torchy Peden, 1955 - Lloyd Percival, 1976 - Karen Percy, 1994 - Gordon Perry, 1975 - Norman Perry, 1975 - Garth Pischke,1999 - Jacques Plante, 1981 - Steve Podborski, 1987 - Sam Pollock, 1982 - Bob Porter, 1969 - Sandra Post, 1988 - Denis Potvin, 2001 - Walter Power, 1977 - Jonathon Power, 2006 - Gerald Presley, 1965 - Harry Price, 1970 - Joe Primeau, 1975 - John Primrose, 1977 - Jack Purcell, 1955 - Silver Quilty, 1975 - Pat Ramage, 1984 - Claude Raymond, 2005 - Harold Rea, 1976 - Ken Read, 1986 - George Reed, 1984 - Ted Reeve, 1959 - Henri Richard, 1992 - Maurice Richard, 1975 - Richardson Curling Team, 1968 - Arnold Richardson - Ernie Richardson - Garnet Richardson - Wes Richardson - Con Riley, 1974 - Al Ritchie, 1964 - Bruce Robertson, 1977 - Blondie Robinson, 1971 - Larry Robinson, 2004 - Fred Robson, 1971 - Doug Rogers, 1977 - Shotty Rogers, 1973 - Bobbie Rosenfeld, 1955 - Art Ross, 1975 - William James Roué, 1955 - Paul Rowe, 1975 - Louis Rubenstein, 1955 - Jeff Russel, 1975 - Joe Ryan, 1975 - Thomas F. Ryan, 1971 - Gus Ryder, 1963 - Emile St. Godard, 1956 - Claude Saunders, 1982 - Julie Sauvé, 2006 - Terry Sawchuk, 1975 - Milt Schmidt, 1975 - Schmirler Curling Team, 2000 - Jan Betker - Marcia Gudereit - Joan McCusker - Sandra Schmirler - Bert Schneider, 1975 - Louis Scholes, 1955 - Barbara Ann Scott, 1955 - Beckie Scott, 2007 - Bob Secord, 1993 - Frank J. Selke, 1975 - Peggy Seller, 1966 - Frank Shaughnessy mlajši, 1974 - Marjory Shedd, 1970 - Bill Sherring, 1955 - Eddie Shore, 1975 - Ben Simpson, 1975 - Bullet Joe Simpson - William Simpson, 1971 - Ethel Smith, 1955 - Graham Smith, 1986 - Herman Smith-Johannsen, 1982 - Conn Smythe, 1975 - Ross Somerville, 1955 - Gerry Sorensen, 1989 - Ron Southern in Margaret Southern, 2006 - Jim Speers, 1966 - Dave Sprague, 1975 - Frank Stack, 1974 - Robert Steadward, 2007 - Dave Steen, 1992 - Nels Stewart, 1975 - Ron Stewart, 1989 - Bummer Stirling, 1975 - Elvis Stojko, 2006 - Red Storey, 1986 - Marlene Streit, 1962 - Hilda Strike, 1972 - Annis Stukus, 1991 - Jack Sullivan, 1983 - Hokejska ekipa Summit Series, 2005 - Don Awrey - Red Berenson - Gary Bergman - Wayne Cashman - Bobby Clarke - Yvan Cournoyer - Ron Ellis - Tony Esposito - John Ferguson - Rod Gilbert - Brian Glennie - Bill Goldsworthy - Jocelyn Guevremont - Vic Hadfield - Dennis Hull - Ed Johnston - Guy Lapointe - Peter Mahovlich - Richard Martin - Stan Mikita - J. P. Parisé - Brad Park - Gilbert Perreault - Jean Ratelle - Mickey Redmond - Serge Savard - Harry Sinden - Pat Stapleton - Dale Tallon - Bill White - Elaine Tanner, 1971 - Cyclone Taylor, 1975 - E. P. Taylor, 1974 - Ron Taylor, 1993 - Mark Tewksbury, 1995 - Linda Thom, 1992 - Jim Thompson, 1960 - Earl Thomson, 1955 - Cliff Thorburn, 2001 - Brian Timmis, 1975 - Andy Tommy, 1976 - Cathy Townsend, 1977 - Jim Trifunov, 1960 - Joe Tubman, 1975 - Ron Turcotte, 1980 - Dave Turner, 1955 - Barbara Underhill, 1988 - Helen Vanderburg, 1983 - Maury Van Vliet, 1997 - Gilles Villeneuve, 1983 - Barbara Wagner, 1957 - Carolyn Waldo, 1991 - Larry Walker, 2007 - Nick Wall, 1979 - Angus Walters, 1955 - Dorothy Walton, 1961 - Keith Waples, 1973 - Ken Watson, 1969 - Hawley Welch, 1975 - Nick Weslock, 1971 - John Whalen, 1977 - Lucille Wheeler, 1958 - Denis Whitaker, 1990 - Percy Williams, 1955 - Bruce Wilson, 2000 - Harold Wilson, 1975 - Jean Wilson, 1955 - Walter Windeyer, 1972 - Pappy Wood, 1977 - George Woolf, 1956 - Jim Worrall, 1987 - Harold Wright, 1987 - Jack Wright, 1955 - Joe Wright Jr., 1955 - Joe Wright Sr., 1955 - George Young, 1955 - Jim Young, 2002 - Michael Young, 1965 - Steve Yzerman, 2008 |